# Jorge de Frutos
Jorge de Frutos Sebastián (Navares de Enmedio, 20 febbraio 1997) è un calciatore spagnolo, attaccante del Rayo Vallecano.

## Caratteristiche tecniche
È un'ala destra.

## Carriera
Cresciuto nel settore giovanile del Rayo Majadahonda, ha esordito in prima squadra il 20 agosto 2016 in occasione dell'incontro di Segunda División B pareggiato 0-0 contro il Sestao River. Nel giugno 2018 si è trasferito al Real Madrid che lo ha assegnato al Castilla, dove ha disputato una stagione da protagonista giocando 37 incontri e segnando 7 reti in terza divisione.
Il 2 luglio 2019 è stato ceduto in prestito al Real Valladolid dove ha potuto debuttare nella Liga nel match pareggiato 1-1 contro l'Athletic Bilbao. A gennaio il prestito è stato interrotto ed il giocatore è passato, sempre in prestito, al Rayo Vallecano fino al termine della stagione.
Il 29 luglio 2020 è stato acquistato a titolo definitivo dal Levante.